# اسلواک‌ها
اسلواک‌ها (انگلیسی: Slovaks) مردمانی از نژاد اسلاو در اروپا هستند که در کشور اسلواکی زندگی می‌کنند. زبان اسلواک‌ها زبان اسلواکی است. اکثر اسلواک‌ها در کشور اسلواکی زندگی می‌کنند اما اقلیت‌هایی از آنها در آمریکا، کانادا، چک، صربستان و بریتانیا نیز وجود دارند. حدود ۶ میلیون اسلواک در دنیا زندگی می‌کنند.

## نگارخانه

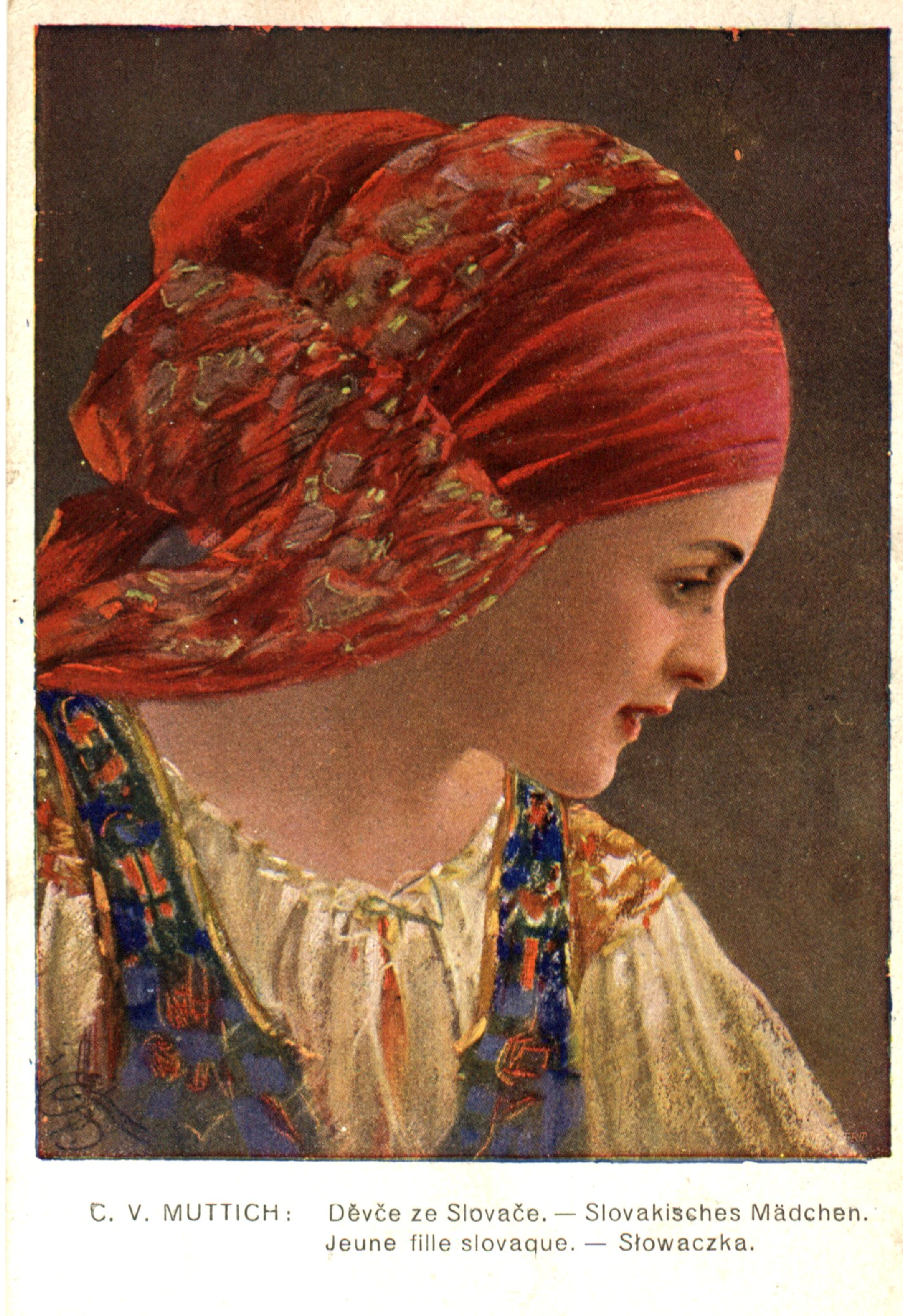
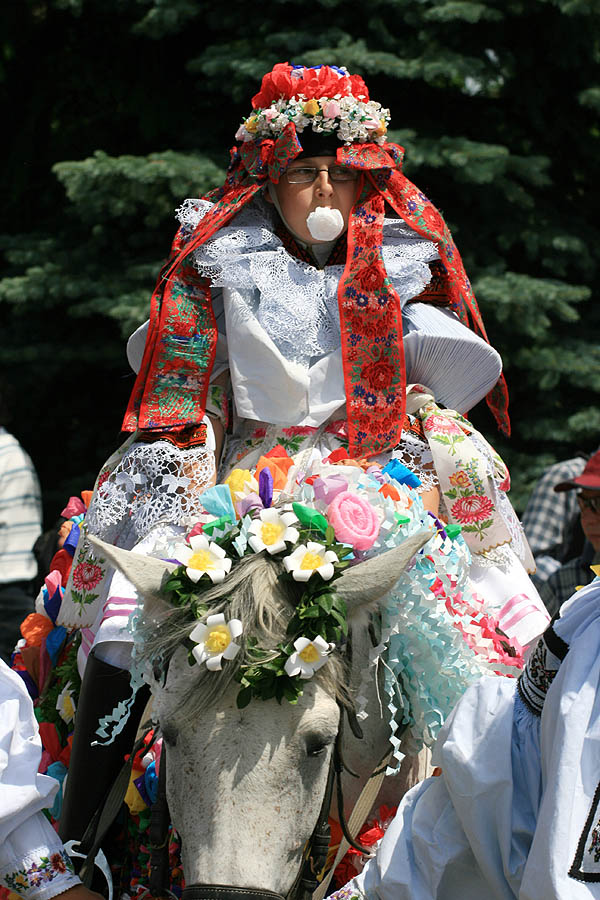
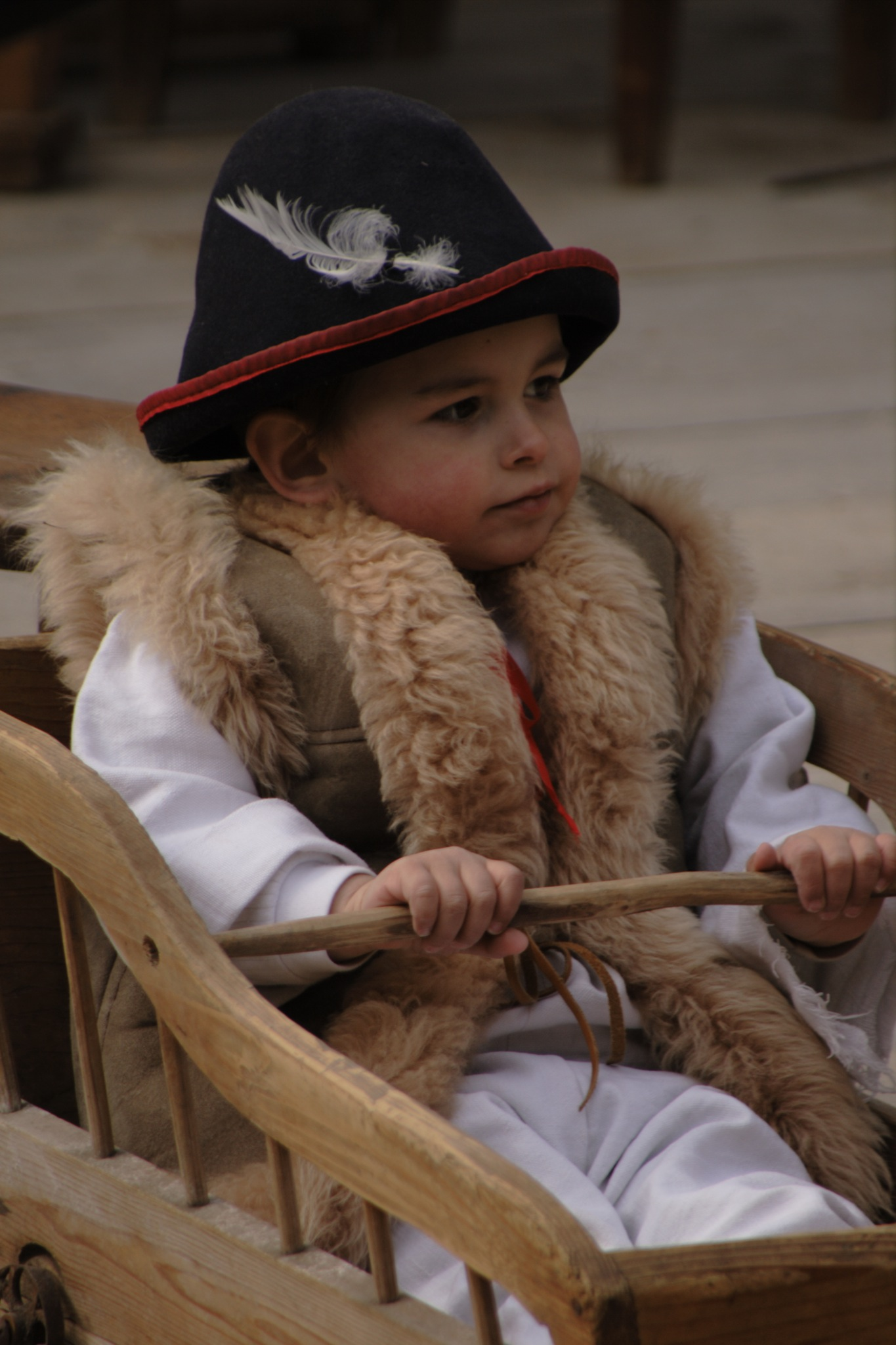
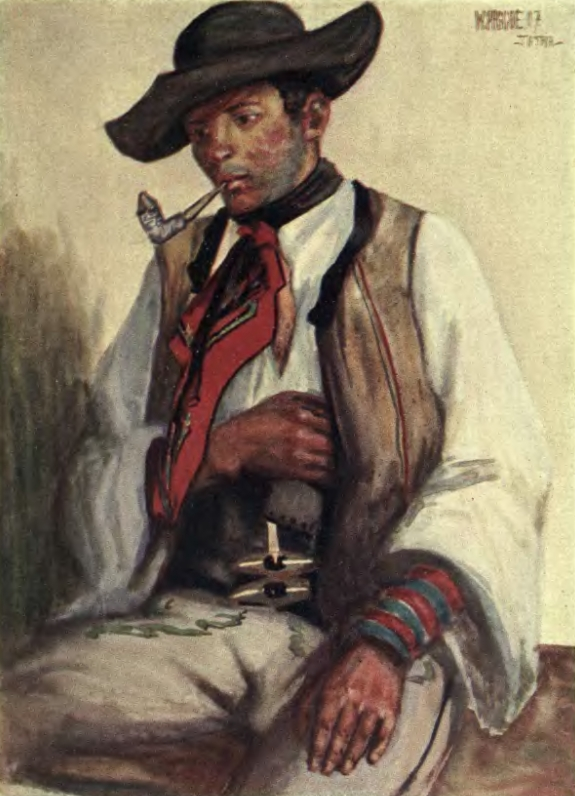
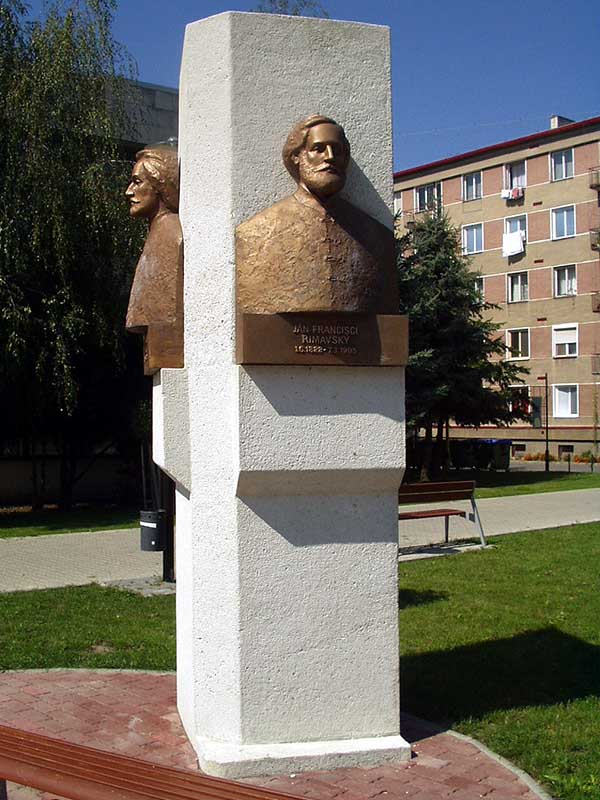
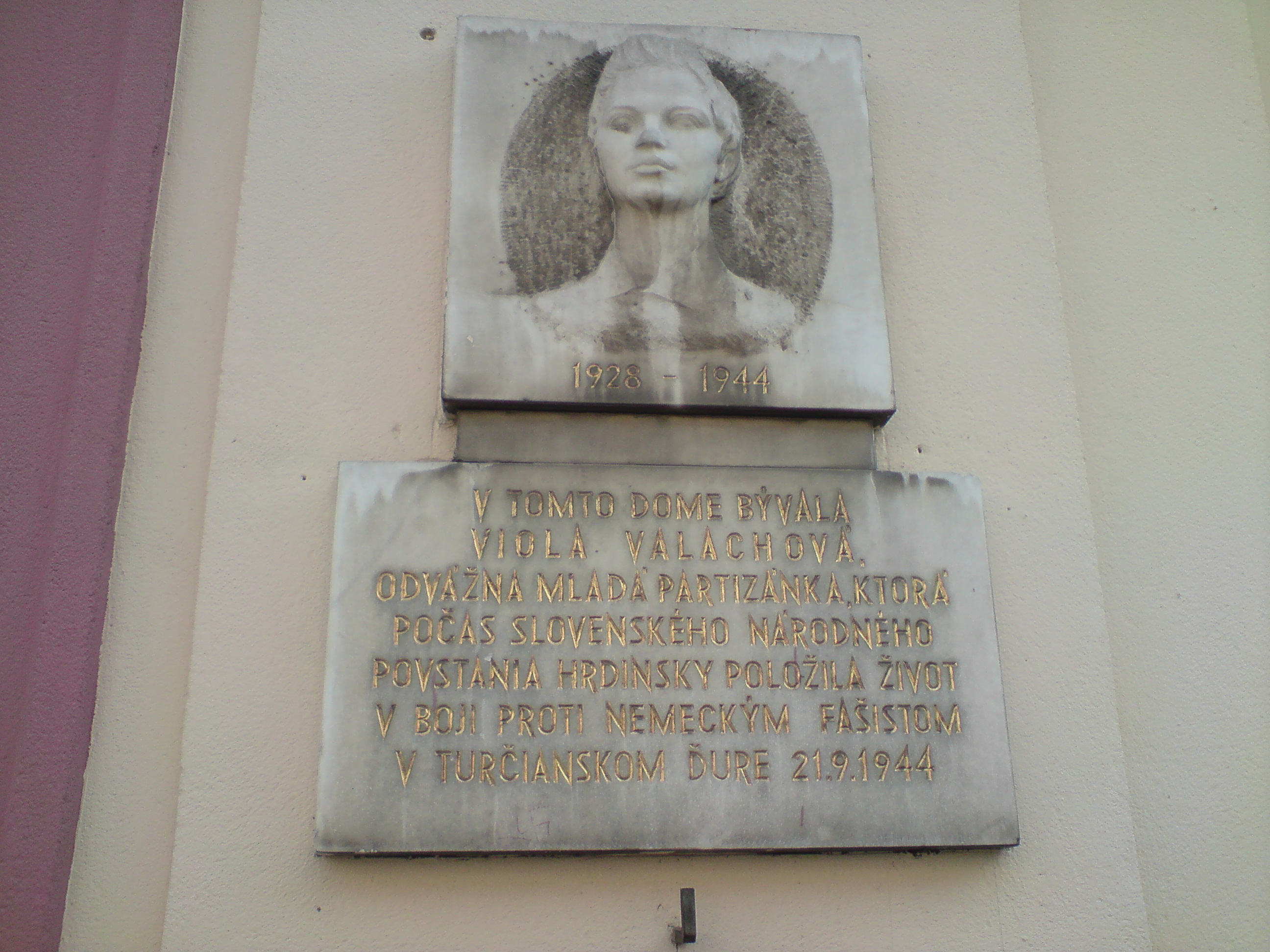
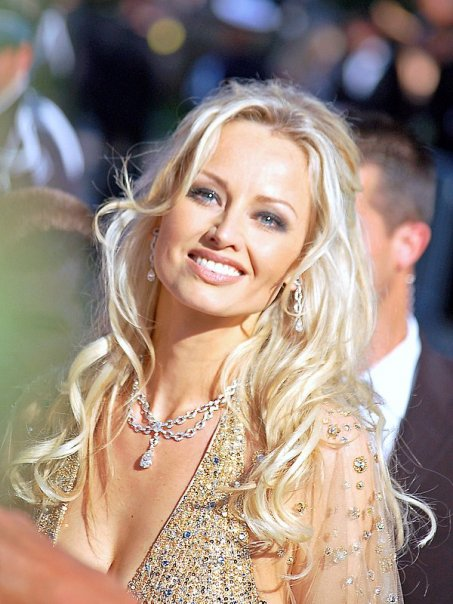
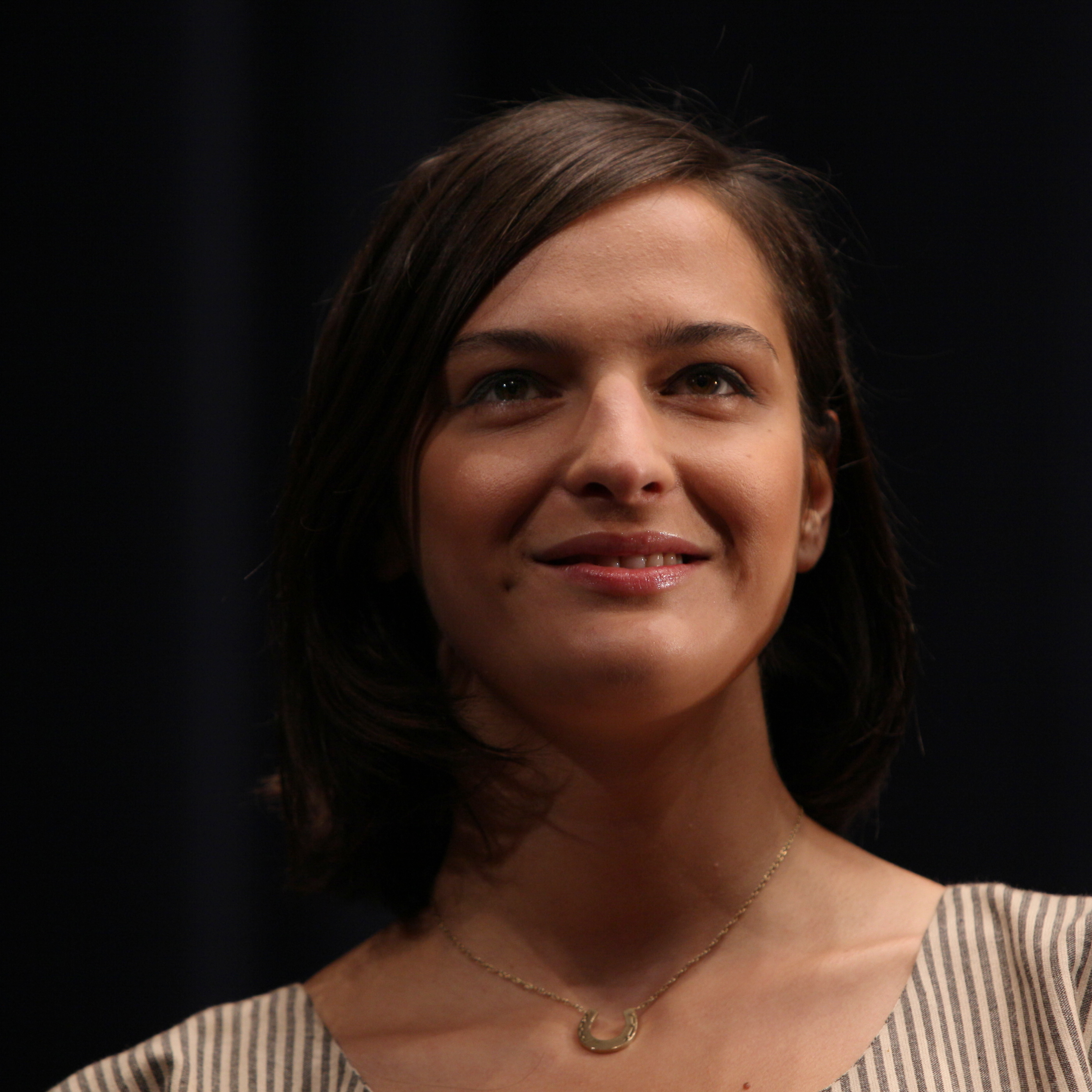
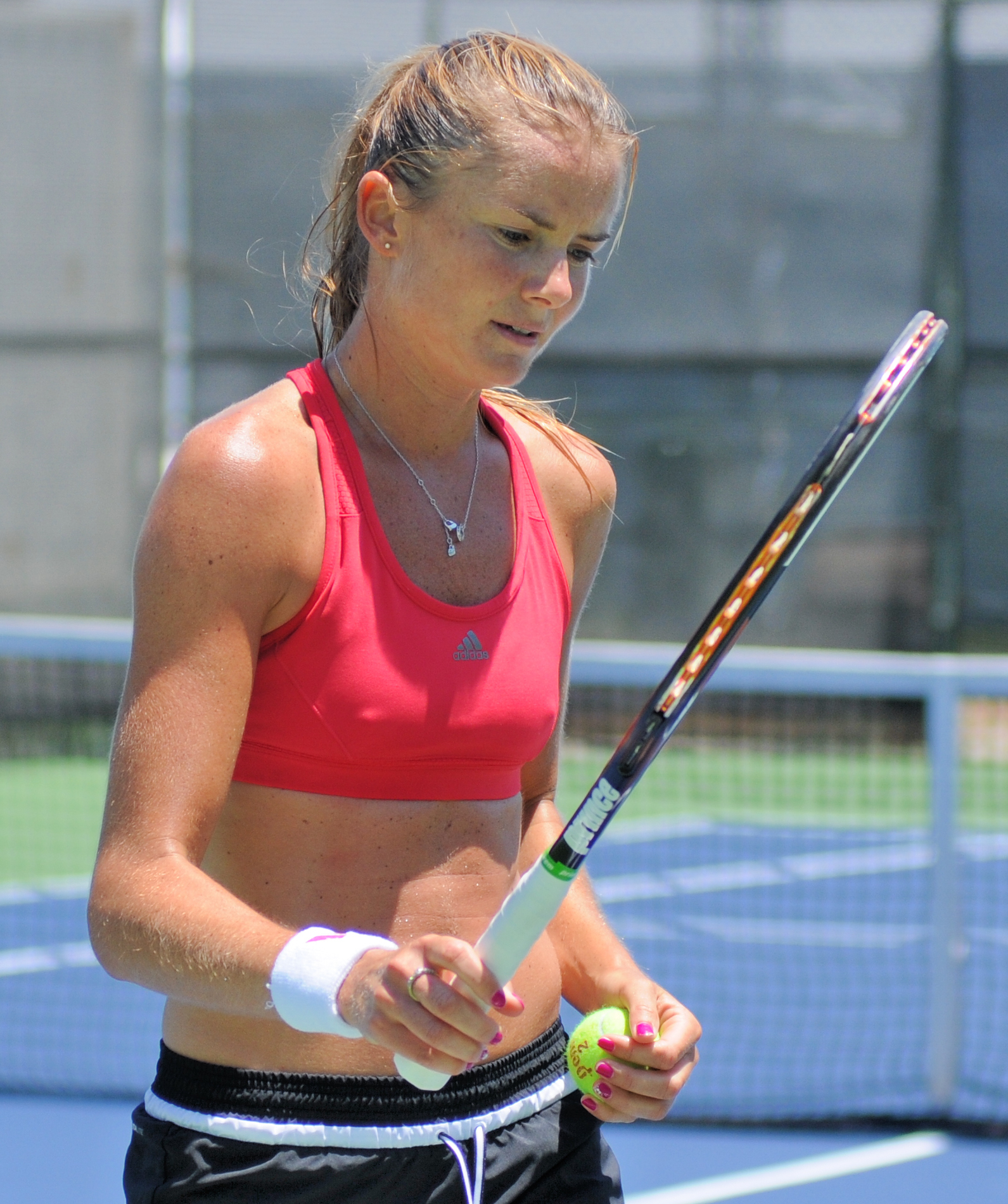
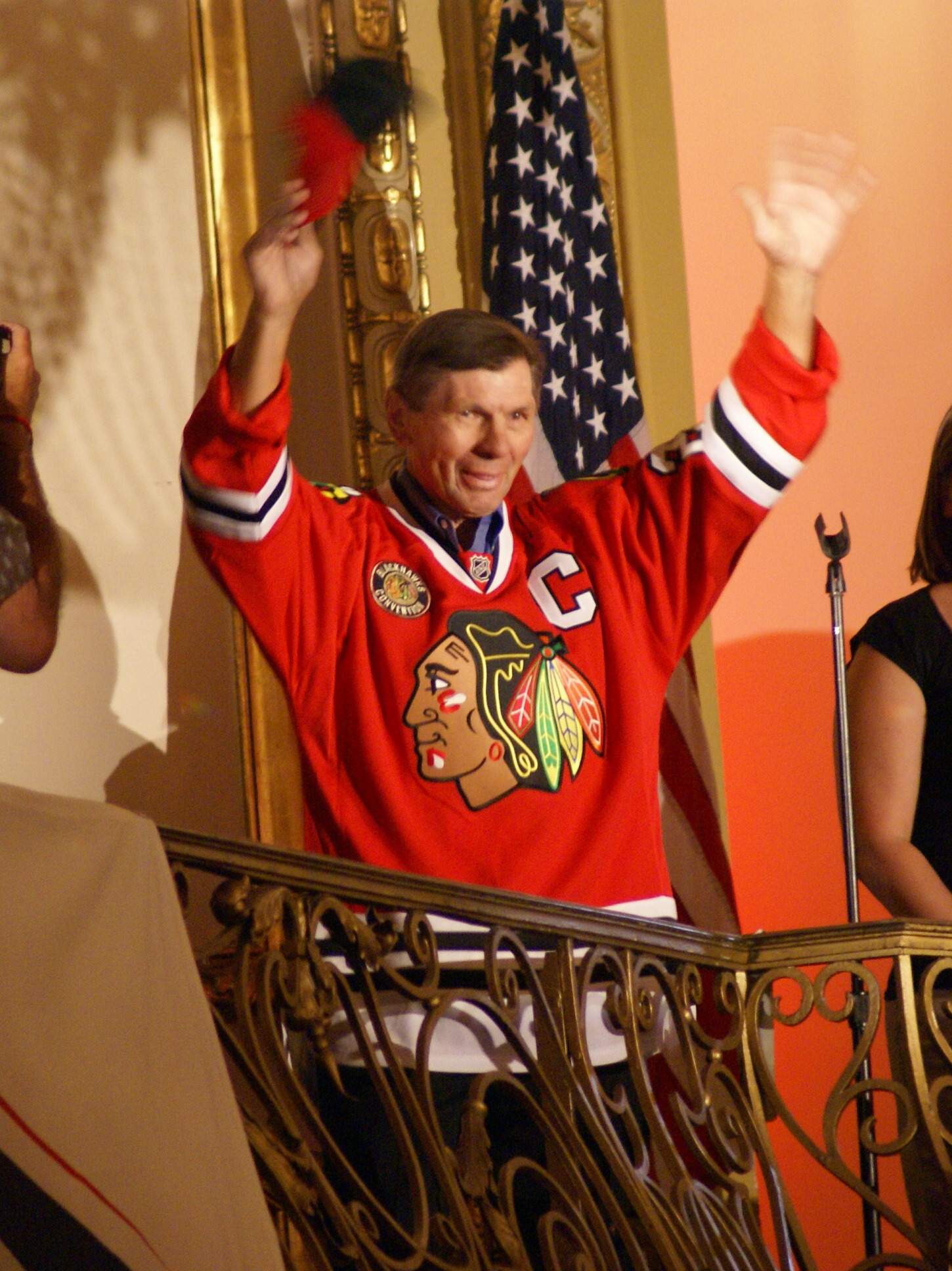
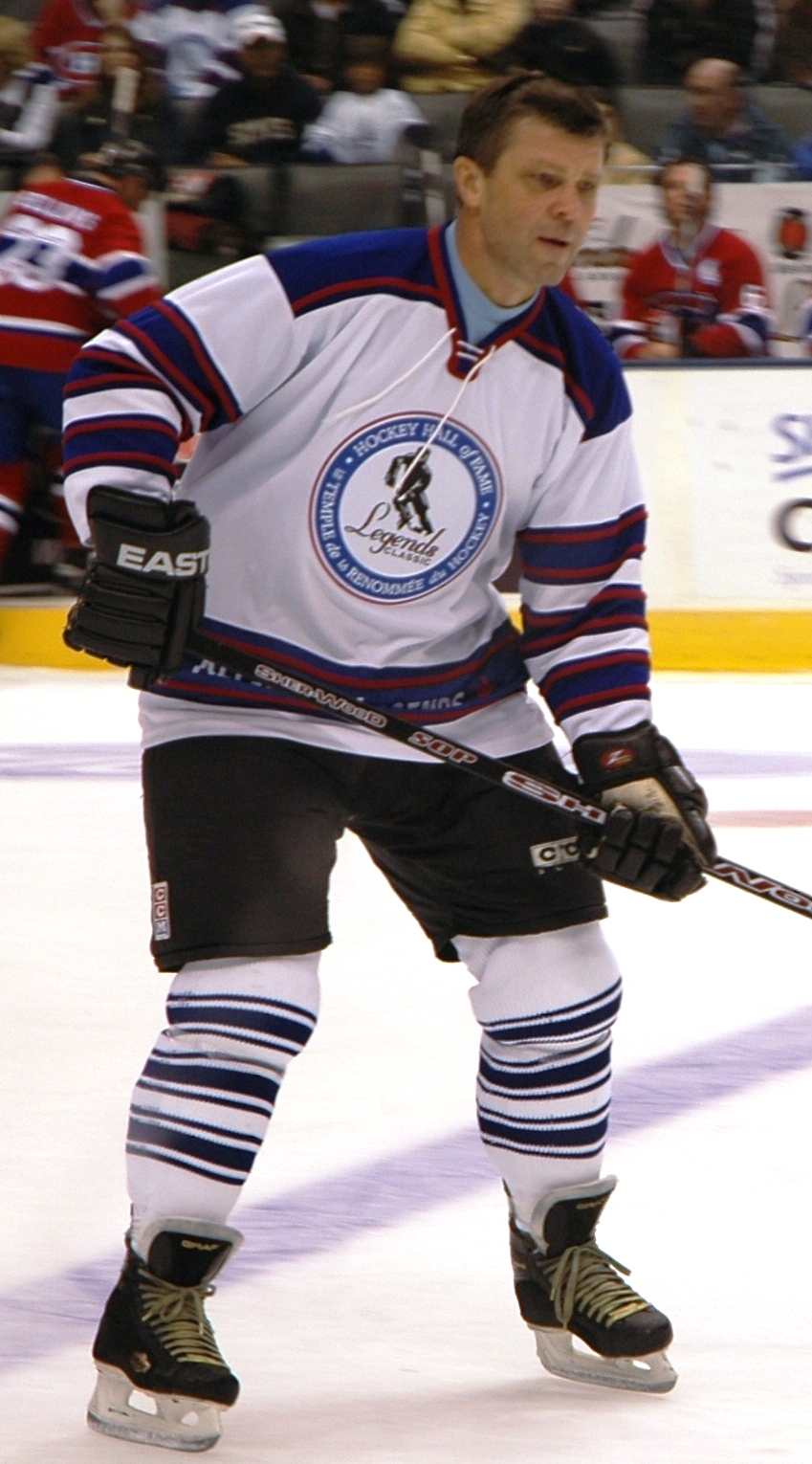
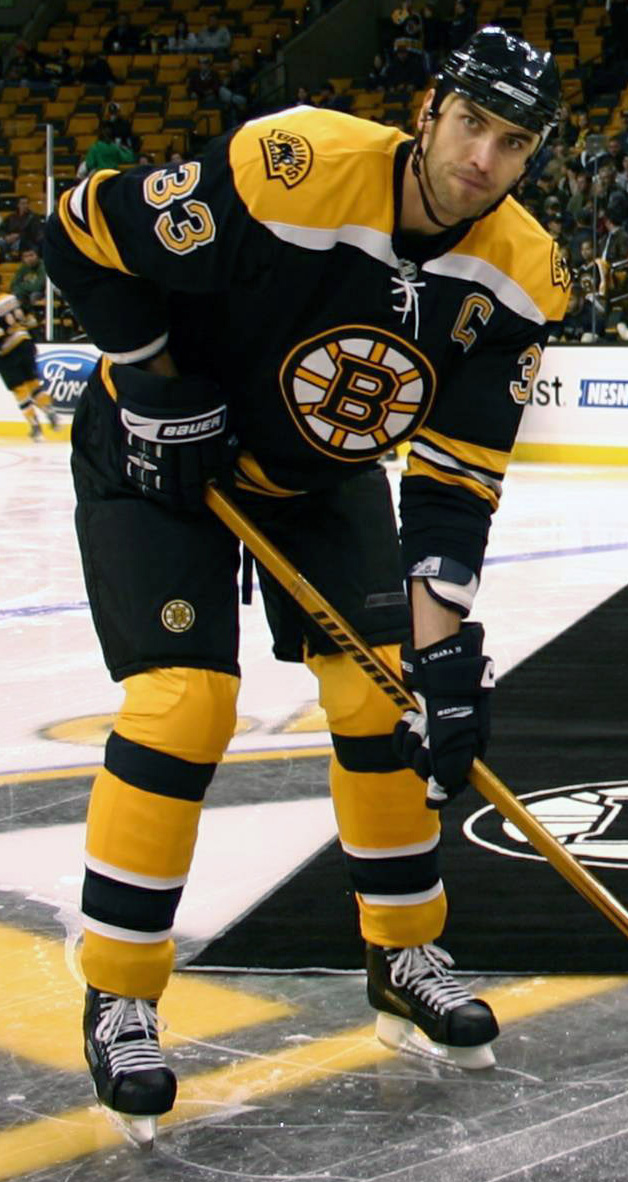
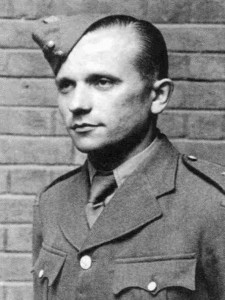
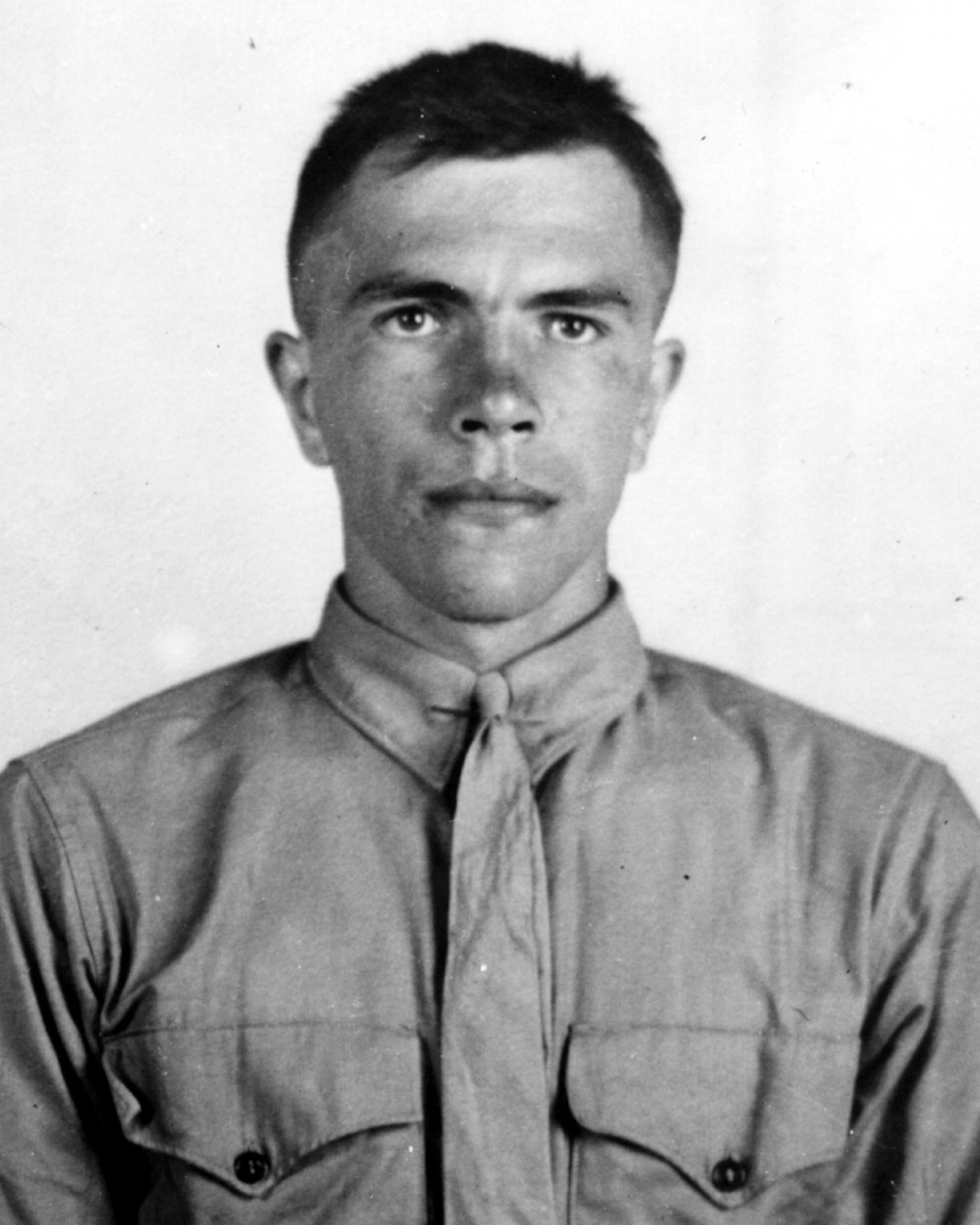
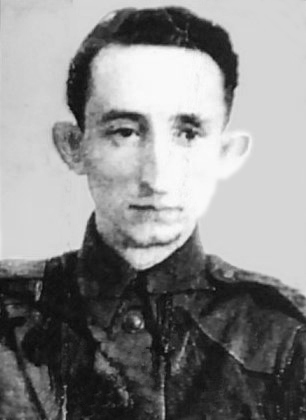
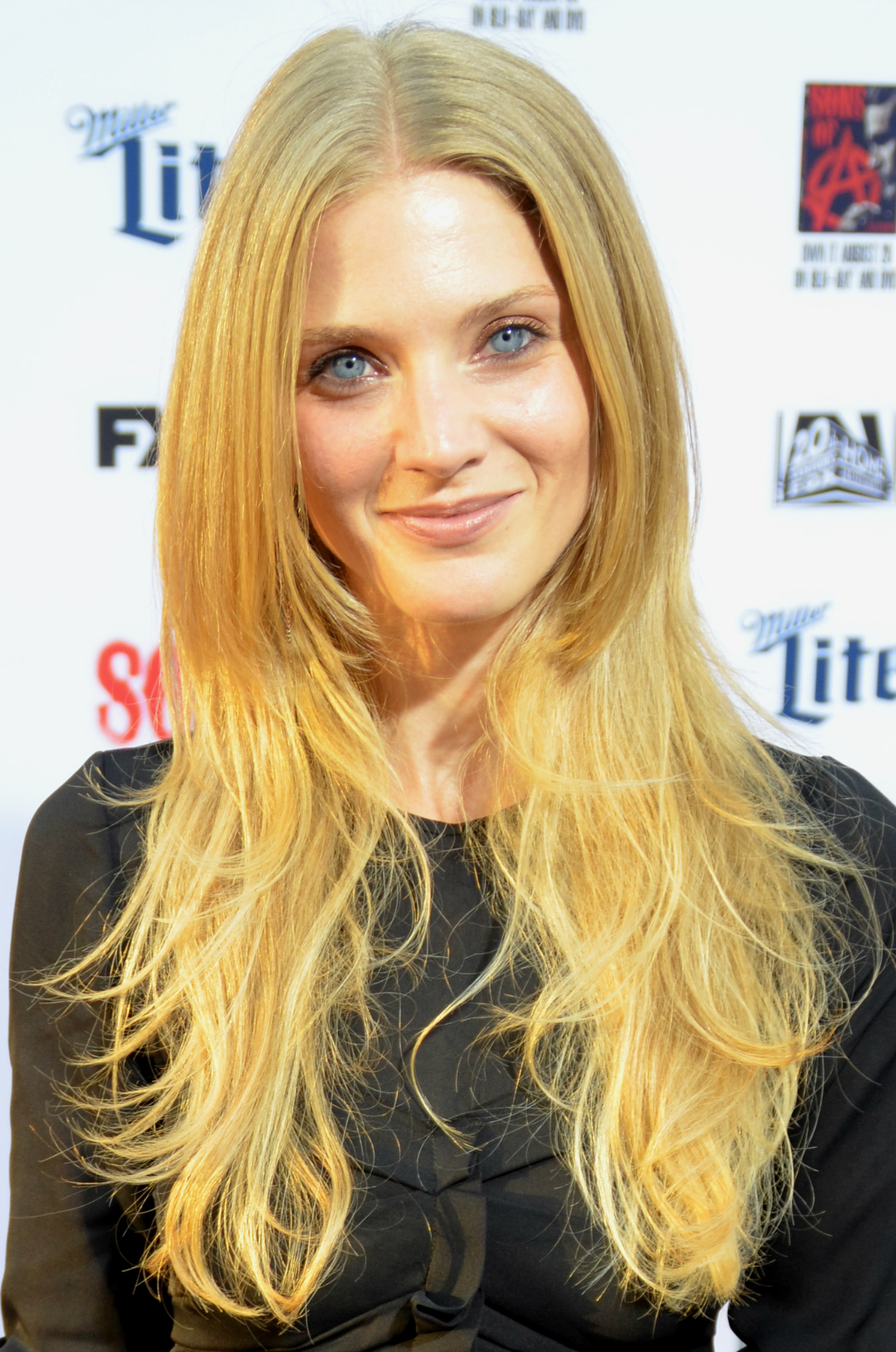